# Porwanie lotu Aerofłot 3739
Porwanie lotu Aerofłot 3739 – uprowadzenie samolotu pasażerskiego radzieckich linii lotniczych Aerofłotu w dniu 8 marca 1988 roku.
W incydencie zginęło trzech pasażerów, jedna stewardesa i pięciu porywaczy.

## Przebieg wypadku
Tu-154 (nr rej. CCCP-85413) obsługiwał lot z portu lotniczego w Irkucku do portu lotniczego w Leningradzie, z międzylądowaniem na lotnisku w Kurgan. Maszyna została uprowadzona przez 11 członków rodziny Owieczkinów, znanej w ZSRR rodzinie muzyków, matki Ninel i jej dziesięciorga dzieci (siedmiu braci i trzech sióstr), w celu ucieczki nią na zachód. 
Uzbrojeni w wniesioną potajemnie na pokład broń palną i bomby Owieczkinowie zażądali, niedługo przed planowanym lądowaniem w Leningradzie, skierować samolot na Londyn pod groźbom jego wysadzenia, ale załodze udało się ich przekonać na międzylądowanie na lotnisko w fińskim mieście Kotka w celu dotankowania paliwa na potrzebę dotarcia do wytypowanego przez nich celu, międzyczasie piloci poinformowali służby o porwaniu i byli z nimi stałym kontakcie. Samolot rzeczywistości wylądował na lotnisku Wieszczewo (ros. «Вещево»), 23 kilometry na wschód od Wyborga w obwodzie leningradzkim. Kiedy Owieczkinowie zrozumieli że zostali oszukani i że nie opuścili terytorium ZSRR, próbowali wyważyć drzwi kokpitu i zabili strzałem z broni palnej jedną ze stewardes. Władzę podjęły więc decyzję o przeprowadzeniu akcji odbicia samolotu. W nieudanym szturmie przeprowadzonym przez siły niedoświadczonej milicji zginęło trzech pasażerów, rannych zostało siedemnaście osób, w tym dwóch porywaczy, dwóch milicjantów i piętnastu pasażerów. Owieczkinowie zdetonowali bombę, która spowodowała pożar w kabinie pasażerskiej. Widząc niepowodzenie ich przedsięwzięcia, matka Ninel, nakazała swoim najstarszym synom zabicie jej oraz siebie, a pozostałym najmłodszym członkom rodziny nakazała się ewakuować z samolotu.

## Konsekwencje
Dwaj członkowie rodziny Owieczkinów którzy brali udział w porwaniu i pozostali przy życiu zostali postawieni przed sądem i odpowiednio skazani na osiem i sześć lat więzienia.

## W kulturze popularnej
O incydencie opowiada rosyjski film dramatyczny Mama z 1999 roku w reżyserii Denisa Yevstigneyeva.